# Cząstka
Cząstka – niewielki fragment materii, w znaczeniu potocznym zwykle ma kształt podobny do sfery. W naukach przyrodniczych słowo cząstka zazwyczaj dotyczy obiektów o rozmiarze podobnym lub mniejszym niż rozmiar atomu (w tej skali nie ma sensu mówić o kształcie, ponieważ zachowanie materii podlega wtedy także efektom kwantowym – zobacz fizyka cząstek elementarnych). W fizyce oraz chemii słowa cząstka i cząsteczka mają różne znaczenia – cząsteczka jest grupą atomów połączonych wiązaniami chemicznymi, natomiast cząstka jest pojęciem ogólniejszym i zawierającym w sobie cząsteczkę.
Cząstki subatomowe, a nawet atomy i większe twory można podzielić na:
- fermiony – mają spin połówkowy ({\displaystyle {\frac {1}{2}}\hbar ,} {\displaystyle {\frac {3}{2}}\hbar } itp.) i obowiązuje je zakaz Pauliego – dwa identyczne fermiony nie mogą znajdować się w tym samym stanie
- bozony – mają spin całkowity ({\displaystyle 0,} {\displaystyle 1\hbar ,} {\displaystyle 2\hbar } itp.). Nie obowiązuje ich zakaz Pauliego, a nawet wykazują pewną tendencję do istnienia w tym samym stanie

(ħ oznacza zredukowaną stałą Plancka)

## Lista cząstek w kolejności od najbardziej złożonych do najbardziej elementarnych

### Cząstki ponadatomowe
- cząstki supramolekularne – składają się one ze zbiorów cząsteczek chemicznych połączonych słabymi oddziaływaniami międzycząsteczkowymi (siły Van Der Waalsa, wiązania wodorowe itp.) Są to m.in.: micele, mikrosfery, złożone kompleksy gość-gospodarz, złożone struktury biochemiczne (np. DNA), monokryształy, cząstki występujące w zeolitach, aerożelach, żelach i zolach, cząstki tworzące pyły i pasty. Większość tego rodzaju cząstek jest na tyle duża, że da się je obserwować pod mikroskopem optycznym.
- cząsteczki chemiczne (molekuły) – składające się z silnie związanych ze sobą atomów. Różne rodzaje cząsteczek tworzą różne rodzaje związków chemicznych. Również niektóre pierwiastki występują w naturze w formie dwuatomowych cząsteczek (np. wodór). Aktualnie szacuje się, że zbadano i skatalogowano ponad 50 milionów różnych cząsteczek chemicznych, a ich zbiór jest praktycznie nieograniczony. Cząsteczki mogą zawierać od dwóch do ponad miliona atomów. Niektóre największe daje się obserwować pod mikroskopem optycznym, większość z nich daje się bezpośrednio obserwować za pomocą mikroskopu elektronowego lub AFM.
- jony – są specyficzną odmianą cząsteczek, które posiadają ładunek elektryczny. Mogą one powstawać w wyniku jonizacji zwykłych cząsteczek obojętnych, na skutek przyłączenia lub odrywania elektronów.

### Atomy, ich składniki i inne cząstki złożone
- atomy – najmniejsze cząstki, na które da się podzielić materię za pomocą reakcji chemicznych. Atomy składają się z małego jądra otoczonego znacznie większą chmurą elektronów (zobacz planetarny model atomu Bohra). Każdy rodzaj atomu tworzy określony pierwiastek chemiczny. Uznaje się obecnie, że istnienie 110 z nich zostało potwierdzone eksperymentalnie. Ich lista znajduje się w układzie okresowym. Atomy to jednocześnie najmniejsze cząstki, których obraz daje się jeszcze generować metodami mikroskopowymi.
- jądra atomów, które są 10 000 do 100 000 razy mniejsze od samych atomów, składają się z protonów i neutronów. Ich rozpad powoduje tworzenie się neutrin. Jądra mogą przechodzić jedne w drugie tylko na skutek wysokoenergetycznych przemian jądrowych. Cząstki tworzące jądra są powiązane z sobą tzw. słabymi oddziaływaniami jądrowymi i silnymi oddziaływaniami jądrowymi, których energia znacznie jednak przewyższa energię wiązań chemicznych.
- hadrony – to cząstki zbudowane z kwarków, powiązanych z sobą silnymi oddziaływaniami, których energia jest znacznie wyższa od energii jądrowych oddziaływań słabych. Hadrony dzieli się na:
  - bariony – składające się z trzech kwarków. Dalej dzieli się je na:
    - nukleony – czyli protony i neutrony – które tworzą jądra atomów.
    - hiperony oznaczane dużymi, greckimi literami (Λ, Σ, Ξ i Ω), które są cięższymi i bardziej nietrwałymi od nukleonów cząstkami i które w normalnych warunkach nie występują w jądrach atomowych.

  - mezony, które są zbudowane z pary kwark – antykwark. Jest ich wiele rodzajów. Najbardziej znane to piony i kaony. Mezony pośredniczą w tworzeniu się sił jądrowych między protonami i neutronami.
  - hadrony egzotyczne – których istnienie sugerują dane zebrane przez niektóre eksperymenty, np.:
    - tetrakwarki składające się z dwóch kwarków i dwóch antykwarków.
    - pentakwarki składające się z czterech kwarków i jednego antykwarku.
    - kule gluonowe składające się z samych gluonów, bez kwarków

### Cząstki elementarne
Według modelu standardowego istnieją następujące cząstki elementarne:
- fermiony – jest ich łącznie 24. Należą do nich cząstki, o których można powiedzieć, że tworzą materię: elektron, kwark górny i kwark dolny. Dzieli się je w zależności od tego czy są one „wrażliwe” na oddziaływania jądrowe czy nie.
  - kwarki (spin = 1/2) – wrażliwe na oddziaływania silne, ponieważ posiadają tak zwany kolor. Istnieje ich 6 rodzajów, zwanych „zapachami”: górny, dolny, powabny, dziwny, wysoki i niski[a].
  - leptony (spin 1/2) – niewrażliwe na oddziaływania silne. One również istnieją w sześciu „zapachowych” rodzajach. Są to elektron, mion, taon i trzy neutrina – elektronowe, mionowe i taonowe.
- bozony – są nośnikami oddziaływań. Są to:
  - foton (spin = 1) – odpowiedzialny za istnienie oddziaływań elektromagnetycznych
  - dwa bozony W i jeden Z (spin = 1) – odpowiedzialne za istnienie oddziaływań słabych
  - osiem gluonów (spin = 1) – które odpowiadają za oddziaływanie silne
  - bozon Higgsa (spin = 0) – która oddziałując z innymi cząstkami elementarnymi (kwarkami i leptonami) nadaje im masę.

Ponadto każda cząstka elementarna ma swój symetryczny odpowiednik w antymaterii (antycząstkę – cząstka może też być własną antycząstką).
Inne teorie zakładają istnienie większej liczby cząstek. Ich istnienie nie zostało jednak w żaden sposób dowiedzione eksperymentalnie, są to więc cząstki postulowane hipotetycznie.
- grawiton (spin = 2) – proponowany przez kwantową teorię grawitacji jako cząstka odpowiedzialna za istnienie grawitacji.
- grawitino (spin = 3/2) – superpartner grawitonu. Ma być ona cząstką obdarzoną masą, wrażliwą na oddziaływanie grawitacyjne.
- inni superpartnerzy – fermiony odpowiadające bozonom, takie jak: fotino, wino, zino, gluino, higsino (wszystkie o spinie = 1/2) oraz bozony odpowiadających fermionom: skwarków i sleptonów, w tym selektronów i sneutrin (wszystkie o spinie = 1). Ich istnienie wynikałoby z przyjęcia supersymetrii.
- bozony X i Y – proponowane przez teorie wielkiej unifikacji